# Пражка крепост
Пражкият замък, или Пражка крепост (на чешки: Pražský hrad), е крепост в центъра на Прага, в която днес е официалната резиденция на президента на Чехия.
Крепостта е разположена на хълм в квартала Храдчани на Прага. Датира от ІХ век, когато замъкът е седалище на князете на Бохемия, по-късно и на някои свещено-римски императори. През ХХ век (1918 – 1992) е седалище на президентите на Чехословакия. В Пражкия замък се съхраняват кралските съкровища на Бохемия.
Книгата на рекордите на Гинес определя Пражкия замък като най-големият древен замък в света. Той заема площ от почти 70 000 m², с размери около 570 метра в дължина и с ширина средно от около 130 метра. Крепостният комплекс включва:
- Дворци – Стар и Нов кралски дворец, Летен дворец на кралица Ана, Лобковицки дворец (единственият частен имот в крепостта след реституция от 2002 г.);
- Храмове: Катедралата Св. Вит, Базилика на Св. Иржи (Георги), Църква „Вси светии“, бивш манастир.
- президентската вила, манеж, оранжерия, кралската конюшна, обелиск, други постройки, градини, скулптури и пр.

Комплексът се ползва от Президентството и други централни държавни служби, в някои сгради са устроени музеи и експозиции на Националната художествена галерия. Голяма част от площите са открити за свободно посещение.
- Пражкият замък, 1607 г.
- Изглед от Летния дворец и кралската градина
- Портата към Новия дворец
- Седалище на президента и президентския балкон
- Катедрала Свети Вит
- Макет на крепостта, около 1000 година